# Little Ruaha
Der Little Ruaha ist ein Fluss in Tansania.

## Verlauf
Der Fluss entspringt bei der Stadt Mafinga in der Iringa Region. Er fließt Richtung Nordosten und macht kurz vor der Stadt Iringa, die er durchfließt, eine weite Kehre nach links. Kurz nach der Stadt knickt er auf Nordwest ab, um etwa 50 km weiter, kurz vor dem Mtera-Stausee, in den (Great) Ruaha zu münden.

## Hydrometrie
Durchschnittliche monatliche Durchströmung des Little Ruaha (1956–1959) gemessen an der hydrologischen Station in Mawande in m³/s.

## Nutzung
Der Little Ruaha fließt durch semiaride Gebiete. Da er für gewöhnlich ganzjährig Wasser führt, ist er vor allem für die Bewässerung und die Nutztierhaltung von großer Bedeutung. Er wird aber auch wie viele weitere Flüsse im Rufiji Einzugsgebiet für die Energiegewinnung durch Wasserkraftanlagen genutzt.
Die Niederschlagsverhältnisse im Einzugsgebiet bewegten sich in den letzten 30 Jahren zwischen 500 und 1000 mm, mit abnehmender Tendenz durch den Klimawandel. Zusätzlich hat sich auch die Landnutzung in diesem Zeitraum deutlich verändert. Waldflächen wurden für den Ackerbau gerodet. Auch hat sich der Druck auf die Ressourcen durch die steigende Bevölkerungszahl verstärkt. Durch das Zusammenspiel dieser Faktoren hat sich der Abfluss  seit 1980 stark verringert.